# 大和英成
大和 英成（やまと ひでしげ、1919年2月8日 - 1973年5月30日）は、日本の地理学者。理学博士（東京大学・1959年）（学位論文『低湿地の農業地理学的研究』）。駒澤大学教授等を歴任。

## 来歴
東京都出身。1936年東京府立八中（現・都立小山台高校）、1940年 駒澤大学専門部歴史地理科卒業。日本学園、都立武蔵丘高校で教鞭をとる。1948年 東京外国語専門学校専修科独語科卒業。1951年 法政大学文学部（旧制）地理歴史学科卒業。1951年 駒澤大学文学部兼任講師。1955年 東京大学大学院数物系研究科修士課程を修了し、駒澤大学専任講師。1958年 東京大学大学院博士課程修了し、駒澤大学文学部助教授。
1959年、学位論文『低湿地の農業地理学的研究』で東京大学より理学博士の学位を取得。1960年、駒澤大学文学部教授に就任。
駒澤大学在学時は綿貫勇彦教授の高弟。のちに母校の地理学教室主任教授となり教室の発展に尽力。1966年に大学院を設置。専任14名、兼任8名の地理学者を擁する大教室にし、数多くの地理学生を養成。研究では『駒澤大学研究紀要』に1956年から毎号論文を発表。『駒澤地理』にも創刊以来、第1号の「熊本県白川下流地域における水利秩序の変更に件う農業の変貌」をはじめとして毎号執筆。これは日本各地の農業地理に関する論文で、没後『農業地域の変貌過程』（1974年）としてまとめられた。
日本地理学会庶務専門委員・選挙管理委員を歴任。日本学術会議中央管理委員会では、日本地理学会を代表して会員資格審査に当たった。
著書に『農業地域の変貌過程 』『わたしたちの地理～日本編 第17巻』（共著）など。
1973年5月30日心臓病のため逝去、享年54歳。